# 南雄層
南雄層（ナンションそう、Nanxiong Formation）は、中華人民共和国の江西省に分布する上部白亜系の地層。カンパニアン階からマーストリヒチアン階に相当する。特に贛州市ではコリトラプトルやフアナンサウルスをはじめとする複数属のオヴィラプトロサウルス類、ティラノサウルス科のキアンゾウサウルス、マクロナリア類のガンナンサウルスなどの恐竜の化石が産出している。
南雄層は珪砕屑性赤色層で構成されており、ネメグト層と類似する動物相の化石が産出している。南雄層中の玄武岩から得られたアルゴン-アルゴン年代は約6670万年前を示す。本層は南雄盆地における最下部のユニットであり、中生代の地殻伸張の間に形成された小型の地溝である。Buck et al. (2004)によれば、本葬の下位層はジュラ紀花崗岩の基盤岩であり、また上位にはShanghu Formationが整合して被覆する。
本層については、代替的な層序図が提唱されている。そのうちの1つでは、南雄のサクセッションが南雄層群（Nanxiong Group）として扱われ、複数の層に区分された上で、アルビアン階からチューロニアン階のChangba Formationの上位層とされている。

## 動物相
ワニ
- Jiangxisuchus[12]

トカゲ
- Chianghsia[13]

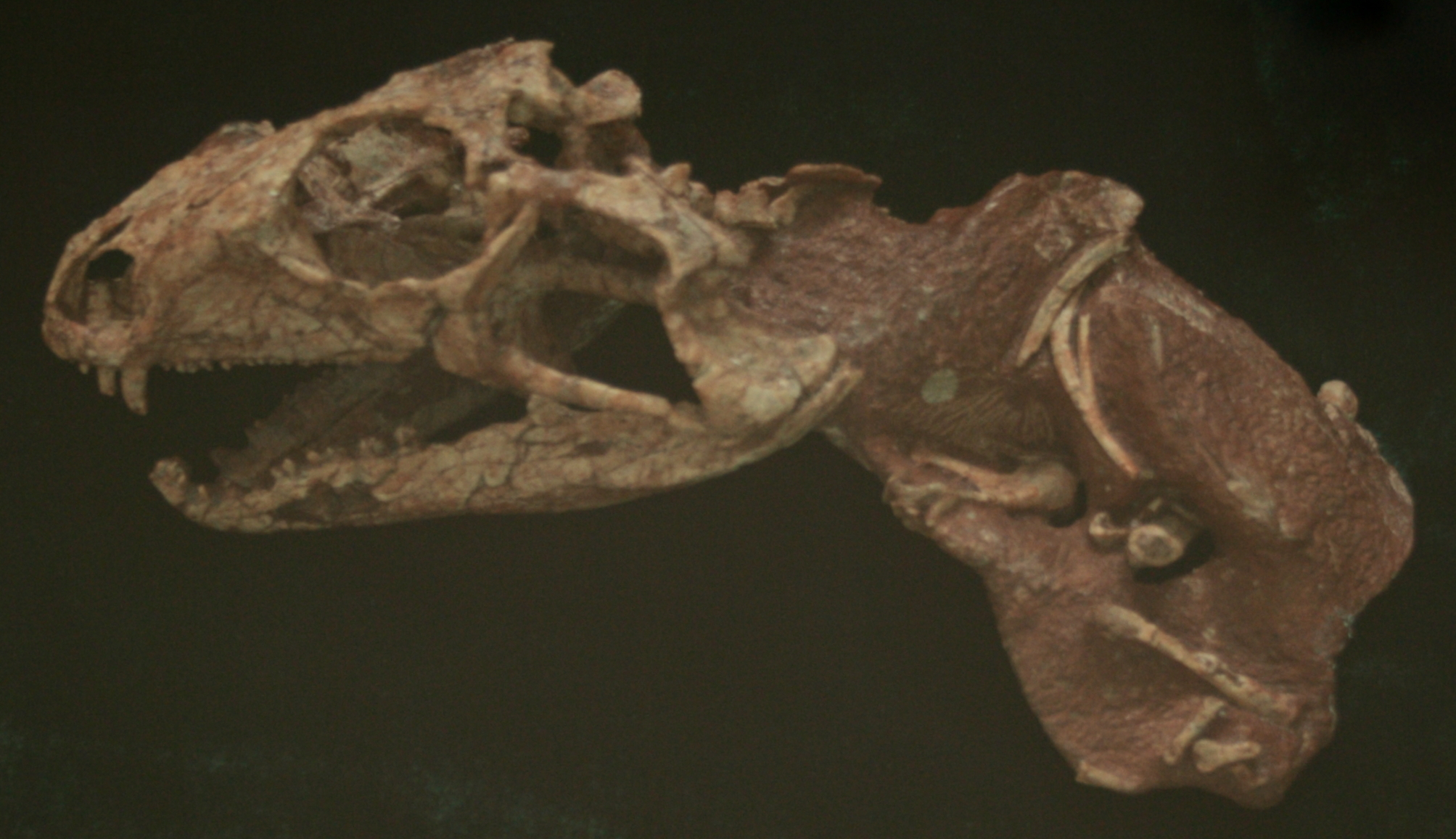
Tianyusaurus

- Tianyusaurus[14]

カメ
- Jiangxichelys[15]
- Nanhsiungchelys[16][17]
- Oolithes[18][17] - 卵化石タクソン

恐竜
- 未同定の獣脚類の歯[19]
- 未同定の獣脚類の胴椎[18]

ハドロサウルス上科
- Microhadrosaurus - 疑問名
- Hadrosauropodus - 足跡化石タクソン

オヴィラプトロサウルス類
- Banji
- Corythoraptor

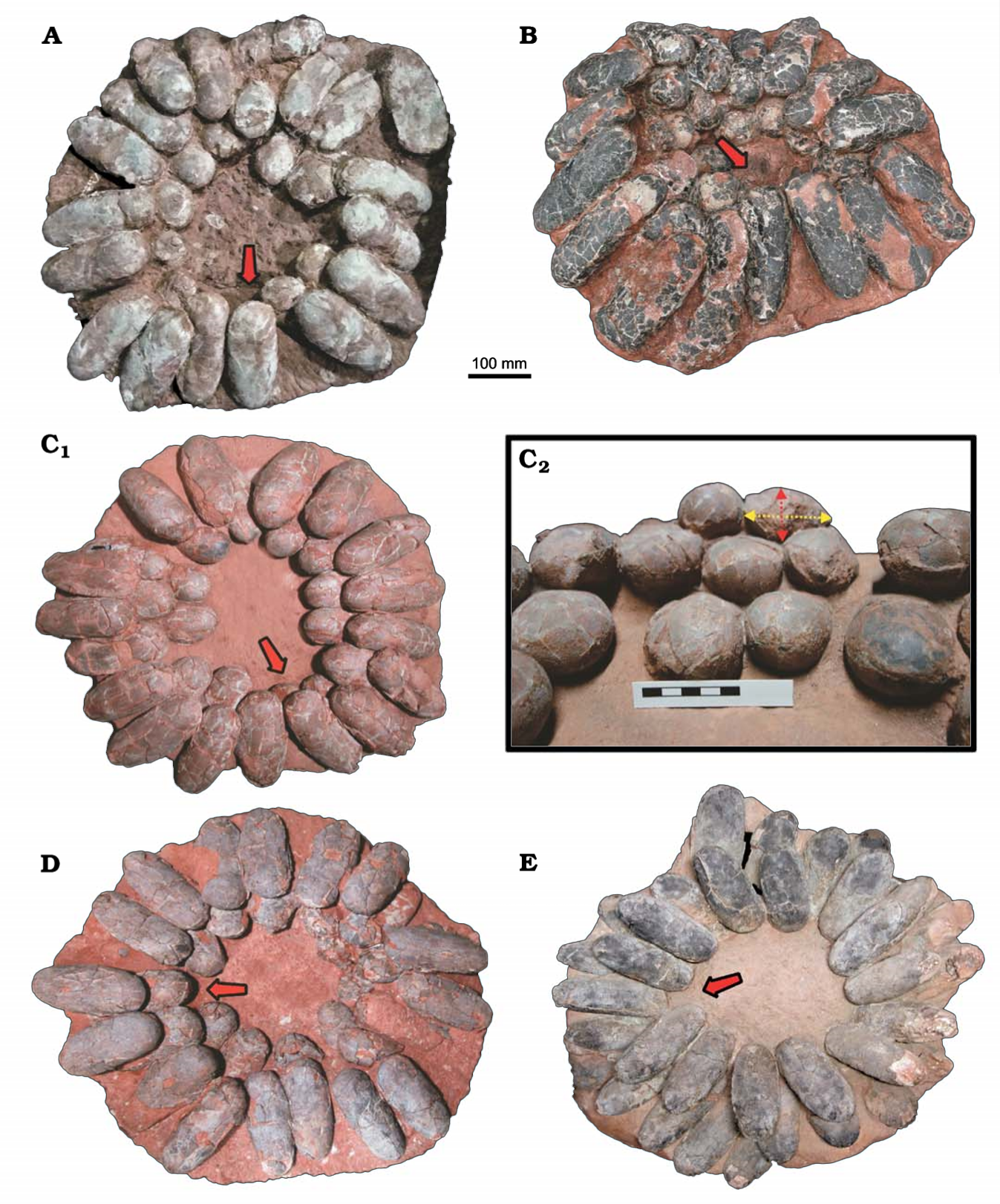
南雄層産オヴィラプトル科卵化石

- Elongatoolithidae indet. - 卵化石タクソン
- Ganzhousaurus
- Huanansaurus
- Jiangxisaurus
- Macroolithus - 卵化石タクソン
- Nankangia
- Oviraptoridae indet.
- Shixinggia
- Tongtianlong

竜脚類
- Gannansaurus
- Jiangxititan

テリジノサウルス科
- Nanshiungosaurus

ティラノサウルス科
- Asiatyrannus
- Qianzhousaurus

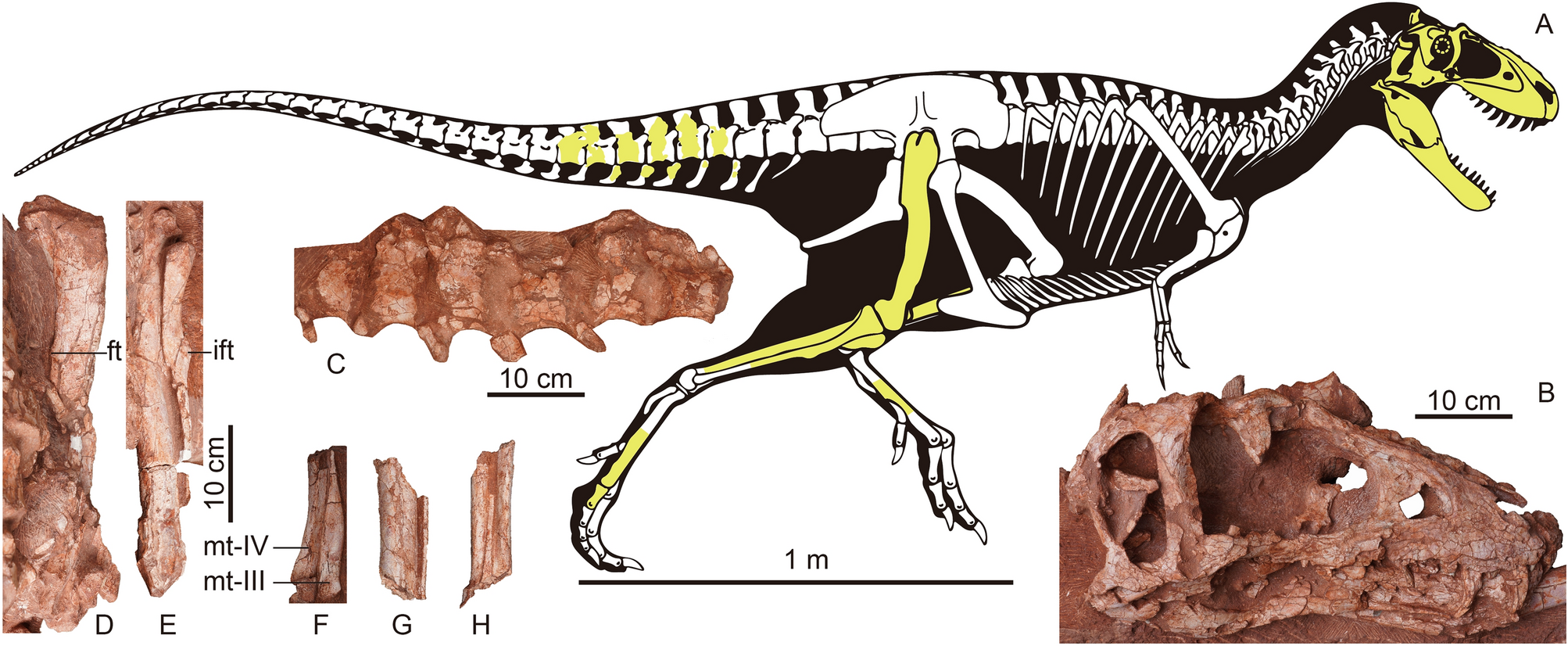
Asiatyrannus

- Tyrannosauridae indet.
- Tyrannosauridae indet.